# Manufacture de draps Cunin-Gridaine
La manufacture de draps Cunin-Gridaine est une usine ancienne située à Sedan, en France.

## Description
L'ancienne usine comprend  une façade sur rue ordonnancée en pierre de taille à cinq travées et 
avec une porte  à double battants ouvrant sur une cour intérieure  de trois étages. Une deuxième cour sépare l'aile est de l'ancienne manufacture d'une  aile de la maison des Gros chiens. Le rez-de-chaussée est traité avec un bossage continu en table. La façade  est enduite, les niveaux étant chacun séparés par un bandeau.

## Localisation
L'usine est située 9 rue de Bayle dans la commune de Sedan, dans le département français des Ardennes.

## Historique
Après avoir acquis la Manufacture des Gros-Chiens Laurent Cunin-Gridaine étend son usine au 8 rue de Bayle par un bâtiment construit en 1823. L'ancienne manufacture de draps qui est un immeuble de logements depuis 1880 figure au nombre des Monuments Historiques depuis 1991.
L'ancienne résidence de Laurent Cunin-Gridaine construite de 1840 à 1848 est située de l'autre côté de la rue de Bayle au numéro 8.